# Bright Sheng
Bright Sheng (chinesisch 盛宗亮, Pinyin Shèng Zōngliàng; * 6. Dezember 1955 in Shanghai, Volksrepublik China) ist ein US-amerikanischer Komponist, Dirigent und Pianist chinesischer Herkunft. 
Sheng hatte ab dem vierten Lebensjahr Klavierunterricht bei seiner Mutter. Während der Kulturrevolution lebte er sieben Jahre in der Provinz Qinghai, arbeitete am Theater der Provinz als Pianist und Perkussionist und studierte die Musik der Revolution. Nach der Wiedereröffnung der Universitäten in China 1978 studierte er am Konservatorium von Shanghai. 1982 ging er in die USA und studierte  bis 1984 am Queens College der City University of New York Komposition bei George Perle und Hugo Weisgall und Musikanalyse bei Carl Schachter. Den Grad des Doctor of Musical Arts erhielt er 1994 an der Columbia University, wo er Komposition bei Chou Wen-chung, Jack Beeson und Mario Davidovsky studierte. 1985 lernte er im Tanglewood Music Center Leonard Bernstein kennen, der sein Mentor wurde und bis zu seinem Tod 1990 privaten Kompositionsunterricht gab. Seit 1995 unterrichtet er als Leonard Bernstein Distinguished University Professor of Music Komposition an der Columbia University.
Zu den Werken Shengs zählen mehrere Opern, Ballettmusiken, Orchesterwerke und Kammermusik. Von 1989 bis 1991 war er Composer-in-Residence der Lyric Opera of Chicago. Hier entstand 1992 in Zusammenarbeit mit dem Librettisten Andrew Porter seine erste Oper Song of Majnun. Es folgten The Silver River nach einem Libretto von David Henry Hwang (UA 2000) und Madam Mao (UA 2003), ein Porträt von Maos Frau Jiang Qing. Als Composer-in Residence des New York City Ballet komponierte er für den Choreographen Christopher Wheeldon das Ballett The Nightingale and the Rose.
Wie seine Oper Madame Mao befasst sich auch sein Orchesterwerk H’un: In Memoriam 1966-76 (1988) mit den Ereignissen der chinesischen Kulturrevolution. Nanking! Nanking!—A Threnody for Orchestra and Pipa war ein Auftragswerk für Christoph Eschenbach und wurde von diesem 2000 mit der NDR Radiophilharmonie uraufgeführt. Red Silk Dance, ein Capriccio für Klavier und Orchester, wurde im gleichen Jahr von Emanuel Ax mit dem Boston Symphony Orchestra unter Robert Spano uraufgeführt. 2003 fand in der Carnegie Hall ein Portraitkonzert für Sheng statt, und kurz danach wurde Song and Dance of Tears, ein Konzert für Cello, Klavier, Pipa und Sheng unter der Leitung von David Zinman mit den Solisten Yo-Yo Ma (an dessen Silk Road Project er von 1999 bis 2003 beteiligt war), Emanuel Ax, Wuman und Wutong uraufgeführt.
Zum einhundertjährigen Bestehen des Seattle Symphony Orchestra komponierte Sheng 2004 Phoenix nach einem Gedicht von Hans Christian Andersen; das Werke wurde mit der Sängerin Jane Eaglen und unter Leitung von Gerard Schwarz uraufgeführt. Zum achtzigjährigen Bestehen des Konservatoriums von Shanghai entstand 2007 die Shanghai Overture. Als Komponist für Kammermusik arbeitete er u. a. mit dem Takasc Quartet, dem Emerson Quartet, dem Shanghai Quartet, dem St. Petersburg String Quartet und dem Daedalus Quartet zusammen. 

## Weblink
- Homepage von Bright Sheng